# 2S25

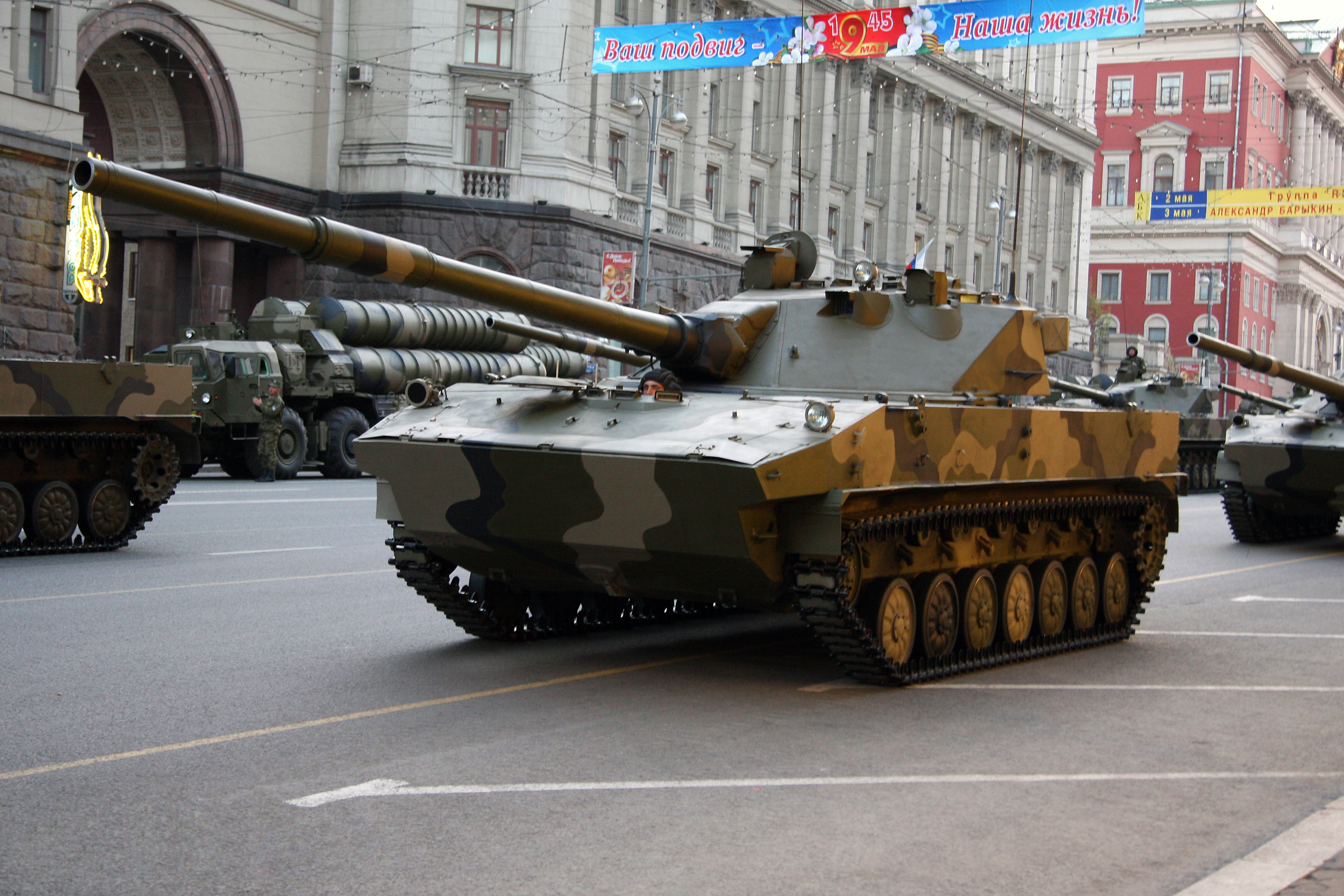
Um 2S25 Sprut-SD durante o desfile do Dia da Vitória em Moscou.

O 2S25 Sprut-SD (em russo: 2С25 «Спрут-СД»; 2S25 "Octopus-SD") é destruidor de tanques desenhado e construído na Volgograd tractor factory para as forças paraquedistas da Federação Russa. O desenvolvimento deste blindado teria durado pelo menos duas décadas.
O Sprut-SD é um destruidor de tanques, leve e potente, feito para auxiliar unidades aerotransportadas e forças anfíbias. Seu armamento principal é um canhão anti-tanque de 125 mm, capaz de utilizar as mais diversas munições. Além das poderosas armas, o 2S25 é extremamente manobrável, capaz de lutar na água ou em terra. Ele pode dar suporte a tropas terrestres ou a infantaria naval.
Atualmente, só a divisão paraquedista russa o usa, com pelo menos 24 desses veículos no serviço ativo, porém o governo russo deverá encomendar mais unidades. Autoridades da Coreia do Sul e da Índia também já demonstraram interesse em adquirir este blindado.